# Das Ziegenhorn (1994)
Das Ziegenhorn (bulgarisch Козият рог, Kosijat rog) ist ein bulgarischer Film von Nikolai Wolew aus dem Jahr 1994. Die Erstausstrahlung im deutschen Fernsehen war am 10. Juni 1996 im MDR.

## Handlung
Bulgarien im 17. Jahrhundert: Die Frau des Hirten Kara-Iwan wird von den türkischen Belagerern vergewaltigt und getötet. Kara-Iwan flieht daraufhin mit seiner Tochter Maria, die infolge der Gräueltaten stumm geworden ist, in die Berge. Er lehrt Maria die Gebote Gottes und die Kunst des Kämpfens, da sie ihre Mutter rächen soll. Marias Wille jedoch verwirrt Kara-Iwan – sie will nicht töten. Stattdessen verliebt sie sich in einen jungen Mann, der zuerst statt „Töte!“ „Ich liebe dich!“ sagt.

## Kritik
Das Lexikon des internationalen Films meinte, die „zweite Verfilmung einer archaischen Erzählung über die Gegensätze von Haß und Liebe“ sei „eingebettet in die Geschichte Bulgariens“.

## Auszeichnungen
Der Film erhielt folgende Auszeichnungen:
- Bergamo Film Meeting 1995: Silver Rosa Camuna für Nikolai Wolew
- Cinequest San Jose Film Festival 1997: Nominierung für den Maverick Spirit Award für Nikolai Wolew
- Golden Rose 1994: Golden Rose für den besten Film für Nikolai Wolew und Krassimir Kostow (Kameramann)